# ポリチオン酸

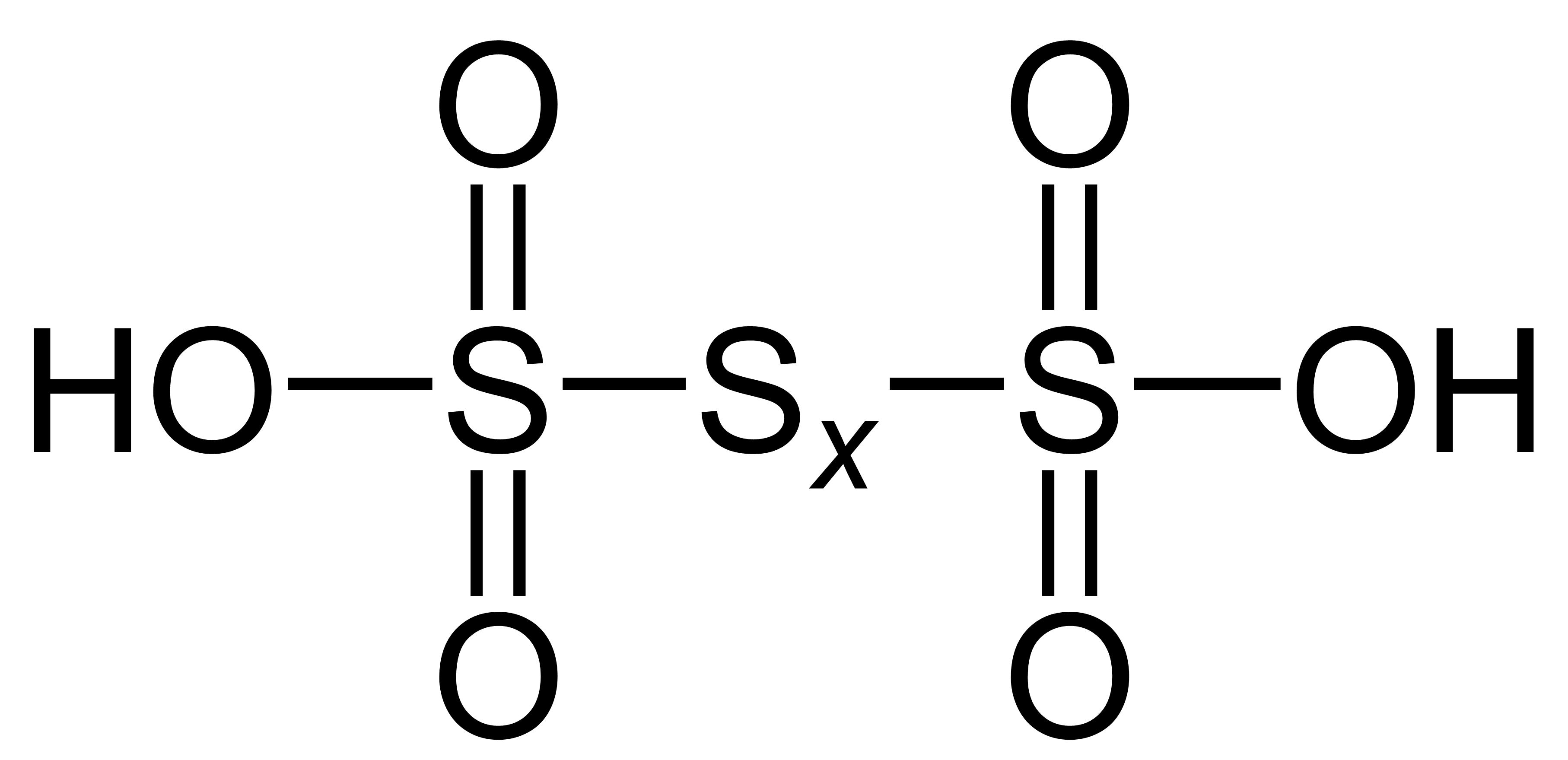
ポリチオン酸の構造式

ポリチオン酸（ポリチオンさん、polythionic acid）は硫黄の直鎖を基本骨格とするオキソ酸の総称で、一般式はH2SnO6（ただしn > 2）である。n = 3は三チオン酸H2S3O6、n = 4は四チオン酸H2S4O6に対応する。これまでにn = 80までの存在と、n = 20までの合成が報告されている。n = 2はジチオン酸H2S2O6に対応するが、物性の違いから通常ポリチオン酸には含めない。

## 安定性
通常の条件では不安定だが、pH 1前後の強酸性条件ではかなり安定に存在するものが多い。 

## 生成方法
冷却した二酸化硫黄水溶液に硫化水素を溶かしたWackenroder溶液には、さまざまな硫黄のオキソ酸とともにポリチオン酸が生成する。そのメカニズムははっきりしていないが、以下のような反応が起きると考えられている。
{\displaystyle {\ce {H2S\ + H2SO3 -> H2S2O2\ + H2O}}}
{\displaystyle {\ce {H2S2O2\ + 2H2SO3 -> H2S4O6\ + 2H2O}}}
{\displaystyle {\ce {H2S4O6\ + H2SO3 -> H2S3O6\ + H2S2O3}}}

## 存在
火口湖では火山ガス中の硫化水素に由来する各種硫黄化合物イオンにより強酸性条件が保たれており、そのためポリチオン酸が蓄積していることが多い。火口湖のポリチオン酸イオンは噴火に先立って急激に減少することが観察されており、噴火予知に使える可能性がある。